# 焦慮
焦慮是一種情緒，其特徵是內心動蕩的不愉快狀態，包括對預期事件的恐懼的主觀不愉快感覺。
它通常伴隨著某些行為，例如來回踱步、軀體不適和沉思等。
焦慮是一種不安和擔憂的感覺，通常影響身心各層面，且對主觀上被視為威脅的情況反應過度。 它常伴有肌肉緊張、煩躁、疲勞、呼吸緊迫、腹部緊繃和注意力不集中等。焦慮與恐懼密切相關，恐懼是對真實或感知到的直接威脅的反應；焦慮涉及對未來威脅的預期，包括恐懼。 面臨焦慮的人可能會從過去引起焦慮的情況中退縮。 觸發焦慮的原因，可能包括身體完整性、自尊或自我形象等受威脅的預期或經歷等。
焦慮是一種正常的人類反應，但當程度高於常態或持續時間多於常態時，或無法被以合理的方式證明時，可能會被診斷為焦慮症。有多種形式的焦慮症 (如廣泛性焦慮症和強迫症) 具有特定的臨床定義。 將焦慮症與日常焦慮區分開來的部分定義是它是持續性的，通常持續 6 個月或更長時間，儘管持續時間的標準旨在作為一般指南，並允許一定程度的靈活性，並且有時在兒童中持續時間較短。

## 焦慮與恐懼
焦慮與恐懼不同。恐懼是對當下威脅的相應認知和情緒反應。 焦慮與戰鬥或逃跑反應、防禦行為或逃避的具體行為有關。 有一種錯誤的假設經常流傳，即焦慮只發生在被認為無法控制或不可避免的情況下，但並非總是如此。 大衛·巴洛 (David Barlow) 將焦慮定義為“一種面向未來的情緒狀態，在這種狀態下，人們還沒有準備好應對即將到來的負面事件”；因此，要將恐懼和焦慮區分開來，是以負面事件「當前正在發生」還是「未來會發生」來判斷。其他對焦慮的描述包括苦惱、極度擔心或憂慮。 在積極心理學中，焦慮被描述為由於應對能力不足的困難挑戰而產生的心理狀態。
恐懼和焦慮可以分為四個領域：情緒體驗的持續時間、時間焦點、威脅的特異性，以及動機方向。恐懼是短暫的，關注當下，針對特定威脅，並有助於逃避威脅。焦慮是長效的，著眼於未來，廣泛關注瀰漫性威脅，並在接近潛在威脅時促進過度謹慎，並干擾建設性應對。

## 症狀
焦慮可能表現為長期、持續的日常症狀，降低生活品質，稱為慢性（或廣泛性）焦慮，也可能表現為零星的、壓力性的恐慌發作，稱為急性焦慮。 焦慮症狀的數量、強度和頻率因人而異。雖然幾乎每個人在他們生命中的某個階段都經歷過焦慮，但大多數人並不會長期出現焦慮問題。
焦慮可能會導致精神和生理症狀。 焦慮導致抑鬱的風險，甚至可能導致個人傷害自己。
焦慮的行為影響，可能包括從過去引起焦慮或負面情緒的情況中退縮。 其他影響可能包括睡眠模式的改變、（日常）習慣的改變、食物攝入量的改變，以及運動神經緊張度的增加（如以足部敲擊等行為呈現）。
焦慮的情緒影響可能包括“憂慮或恐懼的感覺、注意力不集中、感覺緊張或神經質、預測最壞的情況、易怒、煩躁、觀察（和等待）危險的跡象（和發生），以及思緒一片空白”，還有“帶有負面情緒的夢境、對感覺的痴迷、似曾相識的感覺、受困在自己心智中的感覺、對一切事物感到害怕”等。也可能包含一種模糊不清的無助感體驗與感受。
焦慮的生理症狀可能包括：
- 神經系統：如頭痛、感覺異常（英語：paresthesias）、肌束震顫（英語：fasciculations）、眩暈或頭重腳輕等。
- 消化系統：如腹痛、噁心、腹瀉、消化不良、口乾等。在焦慮狀態下釋放的壓力荷爾蒙會影響腸道功能，並可能表現出可能導致或加劇大腸激躁症的身體症狀。
- 呼吸系統：如呼吸急促或嘆息。
- 心臟：如心悸、心跳過速或胸痛。
- 肌肉：如疲勞、顫抖或手足抽搐。
- 皮膚：發汗或發癢。
- 泌尿生殖系統：如頻尿、尿急、性交困難或陽痿、慢性前列腺炎/慢性骨盆疼痛綜合症等。

長期的心理緊繃使得身心無法休息恢復，連睡眠及體重（增胖） 都受到影響，各個器官的效率大大降低，心跳及血壓更需上升，以勉強維持人體的恆定狀態 ( Homeostasis)。當壓力，緊張、焦應或憂鬱剛發生時，我們檢視心跳、血壓及心率變異 HRV 數據會發現：
。心跳及血壓稍稍上升
。交感LF 微幅上升
。副交感 HF 顯著撤退
。自律神經總活性心率變異 HRV 顯著下降
。交感副交感平衡指標 LF/HF 顯著上升（交感相對過盛） 
若心理緊張焦慮的因素没有排除，長期的生理效應變成：
。心跳及血壓顯著上升
。交感LF微幅下降
。副交感 HF顯著撤退
。自律神經總活性心率變異 HRV 顯著下降
。交感副交感平衡指標 LF/HF 顯著上升（副交感撤退所造成）

## 焦慮症之合併症
焦慮症經常與其他精神健康障礙一起發生，特別是重度抑鬱症、雙相情感障礙、飲食障礙或某些人格障礙。 它也經常出現在人格特徵中，例如神經質。 這種觀察到的共現部分是由於這些特徵和焦慮之間共享的遺傳和環境影響。

## 風險因素
焦慮症部分來自遺傳。 環境因素也很重要。對於雙胞胎的研究表明，個體所處特定環境對焦慮有很大的影響，而共享的環境影響（以相同方式影響雙胞胎的環境）在童年時期起作用，但在青春期下降。 與焦慮相關的特定測量“環境”包括童年受虐、家族精神疾病史和貧困。 焦慮也與藥物使用有關，包括酒精、咖啡因和苯二氮卓類藥物（通常用於治療焦慮症）。

### 疾病情況
許多疾病會引起焦慮。這包括影響呼吸能力的疾病，如慢性阻塞性肺病和哮喘，以及在臨近死亡時經常發生的呼吸困難。引起腹痛或胸痛的疾病會引起焦慮，在某些情況下可能是焦慮的軀體化；一些性功能障礙也是如此。影響面部或皮膚的疾病會導致社交焦慮，尤其是在青少年中，而發育障礙通常也會導致兒童的社交焦慮。癌症等危及生命的疾病也會引起焦慮。
此外，某些器質性疾病可能會出現焦慮或類似焦慮的症狀。 這些疾病包括某些內分泌疾病（甲狀腺功能減退症和甲狀腺功能亢進症、高催乳素血症（英語：Hyperprolactinaemia））、代謝失調（糖尿病）、維生素不足狀態（維生素D、B2、B12、葉酸等低於身體正常運作所需水平）、胃腸道疾病（乳糜瀉、非腹腔麩質敏感性（英語：Non-celiac gluten sensitivity，縮寫作NCGS，或稱gluten sensitivity）、炎症性腸病）、心臟病、血液病（貧血）、腦血管意外（短暫性腦缺血發作、中風）和腦退化性疾病（帕金森病、癡呆、多發性硬化症、亨廷頓病）等。

### 物質誘發
具有高四氫大麻酚含量的大麻會引起或加劇焦慮，但是大麻中另一種化合物大麻二酚在許多研究中已被證明可以減輕焦慮症狀。
雖然許多人經常報告用該些物質（酒精、煙草、鎮靜劑（包括處方苯二氮卓類藥物）、阿片類藥物（包括處方止痛藥和海洛因等非法藥物）、興奮劑（例如咖啡因、古柯鹼和安非他明）、致幻劑、大麻等）自我治療焦慮，但藥物焦慮的改善通常是短暫的（長期焦慮會惡化，有時一旦藥物作用消失就會出現急性焦慮）並往往被誇大。

### 心理方面
某些應對行為模式（如僵化的問題解決方式、否認、迴避、衝動、極端的自我期望、消極思想、情感不穩定和無法專注於問題）與焦慮有關。焦慮也與自己悲觀的結果預期，及其如何應對負面反饋有關並持續存在。 已發現氣質（如神經質）和態度（如悲觀主義）是焦慮的潛在因素。
認知扭曲，如過度概括、災難化、讀心術、情緒化推理和心理過濾（英語：mental filter）等，都會導致焦慮。例如，認為不好的事情“總是”發生的過於籠統的信念，可能會導致某人對即使是最低風險的情況也有過度的恐懼，並由於尷尬的預期焦慮而避免良性社交場合。此外，高度焦慮的人也可以創造未來的壓力生活事件。 總之，這些發現表明，焦慮的想法會導致預期的焦慮以及壓力事件，從而導致更多的焦慮。這種不健康的想法可以成為成功治療認知療法的目標。
心理動力學理論認為，焦慮通常是對抗無意識願望或恐懼的結果，這些願望或恐懼透過適應不良的防禦機制（如抑制（英語：suppression）、壓抑（英語：repression）、預期、回歸（英語：regression）、軀體化（英語：somatization）、被動攻擊（英語：passive aggression）、分離（英語：dissociation））表現出來，這些機制發展以適應早期對象的問題（如照顧者）和童年時期的移情失敗。例如，父母對憤怒的持續勸阻，可能會導致對憤怒情緒的壓抑/抑制，當被他人激怒時，這種情緒表現為胃腸道不適（軀體化），而憤怒仍然是無意識的並且在個人的意識之外。這種衝突可以成為心理動力學療法成功治療的目標。雖然心理動力學療法傾向於探索焦慮的潛在根源，但認知行為療法也已被證明是一種透過改變非理性想法和不良行為來成功治療焦慮的方法。

#### 演化心理學
演化心理學的一種解釋是，增加的焦慮有助於提高對環境中潛在威脅的警惕性（英語：vigilance，心理學術語），並增加對此類可能威脅採取主動行動的傾向。 這可能會導致誤報，但患有焦慮症的人也可能會避免真正的威脅。 這或許可以解釋為什麼焦慮的人不太可能因事故而死亡。 有充分的經驗證據表明焦慮具有適應性價值。 在魚群裡，膽小的魚比大膽的魚更有可能在捕食者面前存活下來。
當人們面臨令人不快和潛在有害的刺激時，例如難聞的氣味或味道，正子斷層造影顯示杏仁核中的血流量增加。 在這些研究中，參與者還報告了中度焦慮。 這可能表明焦慮是一種保護機制，旨在防止有機體從事潛在的有害行為。

### 社會方面
焦慮的社會風險因素包括創傷史（例如，身體、性或情感虐待或攻擊）、欺凌、早期生活經歷和育兒因素（例如，（遭）拒絕、缺乏（心理）溫暖、高度敵意、嚴厲的紀律、父母的高度負面影響、誘導焦慮的育兒模式、（家庭）功能失調和吸毒行為的建模、情緒沮喪、社會化不理想、負面的依附模式、虐待和童年時期遭（家長）忽視）、文化因素（例如，堅忍的家庭/文化、受迫害的少數民族，包括身心障礙者及性少數者等）和社會經濟地位（例如，教育程度偏低、失業、貧困等）。 2019 年對 50 多項研究的綜合系統審查表明，在美國，糧食不安全與抑鬱、焦慮和睡眠障礙密切相關。 與糧食安全的個體相比，糧食不安全的個體焦慮測試呈陽性的風險增加了近 3 倍。

## 应对
应对焦虑的主要策略包括：
1. 认清焦虑状况
2. 克服焦虑的三个原则：不回避；正面迎战；做记录
3. 学会放松自己
4. 运用想象减轻焦虑
5. 进行理性思考
6. 接受专业治疗

## 治療
管理有焦慮症狀的人的第一步是評估潛在的醫療原因的可能存在，識別這些原因對於決定正確的治療至關重要。 焦慮症狀可能會掩蓋器質性疾病，或與軀體疾病相關或由軀體疾病引起。
認知行為療法 (CBT) 對焦慮症有效，是一線治療方法。 當透過互聯網進行時，CBT似乎同樣有效。 雖然心理健康應用程式的證據很有希望，但它是初步的。
精神藥物治療可以與 CBT 並行使用，也可以單獨使用。 一般來說，大多數焦慮症對一線藥物反應良好。 此類藥物也用作抗抑鬱藥，是選擇性5-羥色胺再攝取抑製劑和 5-羥色胺-去甲腎上腺素再攝取抑製劑，它們透過阻斷特定神經遞質的再攝取並導致這些神經遞質的可用性增加而起作用。 此外，苯二氮卓類藥物通常用於患有焦慮症的人。 苯二氮卓類藥物透過調節 GABA 和增加其受體結合產生抗焦慮反應。 第三種常見的治療方法涉及一類稱為血清素激動劑的藥物。 這類藥物的作用是透過增加血清素對 5-HT1A 受體的作用來啟動對 5-HT1A 受體的生理反應。 其他治療選擇包括普瑞巴林、三環類抗抑鬱藥和嗎氯貝胺等。

## 預防
上述風險因素為預防提供了自然途徑。 2017 年的一項審查發現，心理或教育干預措施對於預防不同人群類型的焦慮症具有微小但具統計學意義的益處。

## 參看
- 畏
- 不安 (港澳台地區用語)